# کورگز پایین
کورگز پایین نام آبادی کوچکی است در دهستان القورات از توابع بخش مرکزی شهرستان بیرجند، واقع در استان خراسان جنوبی که بر پایه سرشماری عمومی نفوس و مسکن در سال ۱۳۹۵ جمعیت این آبادی ۰ نفر (در ۰ خانوار) بوده‌است.